# Boswell (Oklahoma)
Boswell è un comune degli Stati Uniti d'America, situato nello Stato dell'Oklahoma, nella contea di Choctaw.